# Nhà chim sẻ (nhà cửa)
Sparrow House là căn nhà lịch sử ở Portland, Maine. Nó được ghi tên ở Sổ bộ Địa danh Lịch sử Quốc gia Hoa Kỳ năm 1982.